# Șendriceni
Şendriceni é uma comuna romena localizada no distrito de Botoşani, na região de Moldávia . A comuna possui uma área de 64.41 km² e sua população era de 4423 habitantes segundo o censo de 2007.